# En sång till modet
En sång till modet är ett album från år 2000 med Mikael Wiehe.

## Låtlista
1. Allt har sin timme (Till mina döttrar)
2. Jag vill inte va fattig
3. Jag spelade för dårarna
4. Den enda vägen
5. Just i den här sekunden
6. Fråga Guillermo Marquez Jara
7. Jag slipar knivar
8. Tiderna är hårda
9. Jägaren
10. En sång till modet
11. Det här är ditt land (Text & musik: W. Guthrie, This Land Is Your Land. Sv. text: M. Wiehe)

## Listplaceringar
| Lista (2000) | Topplacering |
| ------------ | ------------ |
| Sverige      | 17           |

### Fotnoter
1. ↑  ”Hitparad”. http://swedishcharts.com/showitem.asp?interpret=Mikael+Wiehe&titel=En+s%E5ng+till+modet&cat=a. Läst 13 december 2011.